# 고호치촌
고호치촌(古豊千村)은 돗토리현 사이하쿠군에 있던 촌이다. 현재의 요나고시의 일부에 해당한다.

## 역사
- 1889년 10월 1일 - 정촌제 시행에 의해 아이미군 고호치촌이 성립하였다.
- 1896년 4월 1일 - 군의 통합에 의해 사이하쿠군에 소속되었다.
- 1912년 2월 1일 - 야와타촌, 오지촌과 합병해 가스가촌이 성립하여 폐지되었다.

## 참고문헌
- 角川日本地名大辞典 31 鳥取県
- 『市町村名変遷辞典』東京堂出版、1990年。